# Hildegard Hamm-Brücher
Hildegard Hamm-Brücher (Essen, Alemania, 11 de mayo de 1921-7 de diciembre de 2016) fue una destacada política liberal alemana. Ocupó cargos de secretaria del estado federal de 1969 a 1972 y de 1977 a 1982. Fue candidata del Partido Democrático Libre en las dos primeras rondas de las elecciones de la presidencia federal en 1994.